# Ully Lages
Ully Lages Coelho (Rio de Janeiro, 31 de março de 1993)  é uma atriz e modelo brasileira. Lages iniciou suas aulas de dança aos três anos de idade, fez ballet e jazz. Aos 14 anos de idade, ela entrou na Companhia de Dança Expressão Profética, onde conheceu outros ritmos e isso resultou no espetáculo Um Novo Tempo, em 2007. A partir daí ela fez cursos de teatro e participou do videoclipe da canção "Podia Ser" da banda Agnela. Ela estreou na televisão ao interpretar Kátia na décima oitava temporada da série de televisão Malhação (2010–2011). A personagem era irmã adotiva de Théo, personagem interpretado por Ronny Kriwat. No ano seguinte, ela interpretou a vilã Lucy Zimer na segunda temporada da telenovela Rebelde. Em 2013, ela retornou à Malhação em sua vigésima primeira temporada, subtitulada Casa Cheia, interpretando Diva. Ela fez 3 curtas: "A Vida Imita A Vida" (com direção de Silvio Coutinho), "Instantes (com direção de Carla Pompilho) e "Sequestro Nas Redes Sociais".

## Filmografia

### Televisão
| Ano       | Título              | Papel               | Notas        |
| --------- | ------------------- | ------------------- | ------------ |
| 2010–2011 | Malhação            | Kátia Gonçalves     | Temporada 18 |
| 2012      | Rebelde             | Lucy Zimer          | Temporada 2  |
| 2013      | Malhação Casa Cheia | Laura Mendes (Diva) | Temporada 21 |